# Radnevo
Radnevo (bulharsky Раднево) je bulharské město ve starozagorské oblasti. Leží v Hornothrácké nížině. Město je správním centrem obštiny Radnevo. Žije tu přes 11 tisíc stálých obyvatel.
Mezi nejslavnější rodáky z tohoto města patří básník Geo Milev (1895 – 1925).

## Historie
Sídlo bylo pravděpodobně založeno roku 1700. K jeho přeměně na město došlo v důsledku postavení železniční trati Simenovgrad – Nova Zagora v roce 1873. Až do roku 1906 se nazývalo Radne mahle.

## Obyvatelstvo
Ve městě žije 11 656 stálých obyvatel a je zde trvale hlášeno 14 262 obyvatel. Podle sčítáni 1. února 2011 bylo národnostní složení následující:
- Bulhaři: 11 086 (93.0 %)
- Romové: 713 (6.0 %)
- Turci: 46 (0.4 %)
- ostatní: 73 (0.6 %)